# 日本健康医療専門学校
日本健康医療専門学校（にほんけんこういりょうせんもんがっこう）は、東京都台東区浅草橋にある専門学校。設置母体は学校法人創志学園。校長は元ラグビー選手、監督の清宮克幸。

## 沿革
- 2002年4月 - 開校
- 2012年4月 - 創立10周年

## 学科・コース
- 鍼灸学科 午前部（3年制） 8：45 - 12：50
- 鍼灸学科 午後部（3年制）13：30 - 17：35
- 柔道整復学科 昼間部午前（3年制） 8：45 - 12：50
- 柔道整復学科 昼間部午後（3年制）13：30 - 17：35
- スポーツトレーナー養成コース（附帯教育2年制）
- ライフケア学科 パーソナルトレーナーコース（2年制）
- ライフケア学科 ビジネスマネジメントコース
- ライフデザイン学科 ライフサイエンスコース
- ライフデザイン学科 グルーバルキャリアコース

## 取得できる資格
- はり師国家試験・きゅう師国家試験 受験資格
- 柔道整復師国家試験 受験資格
- NSCA-CPT（NSCA認定パーソナルトレーナー）スポーツトレーナー養成コース
- 女子栄養大学 文部科学省認定 食生活指導士 スポーツトレーナー養成コース
- DAH-CTPT スポーツトレーナー養成コース
- JATI-ATI ライフケア学科パーソナルトレーナーコース
- フィットネスクラブマネジメント技能士 ライフケア学科パーソナルトレーナーコース
- ピラティスインストラクター資格 ライフケア学科パーソナルトレーナーコース

## 創志学園奨学金（返済不要）
- 特待生奨学金 （特待生：初年度後期授業料62万円免除 ※3年間最大186万円 準特待生：初年度後期授業料半額31万円免除）
- スポーツ特待生奨学金（初年度後期授業料半額31万円、各学年後期授業料10万円免除 ※3年間最大51万円免除）
- 社会人支援奨学金 入学金半額（30万円）減免
- ひとり暮らし支援奨学金 入学金の一部（18万円）減免
- ダブル受講奨学金（鍼灸＋柔道整復2つの学科を受講すると165万円減免）

## クラブ・部活動
- 柔道部 
  - 2012年 全国柔道整復学校協会柔道大会2部 第6位
- 野球部 
  - 2012年 第27回東京都専門学校軟式野球選手権大会 優勝
  - 2012年 第24回全国専門学校軟式野球選手権大会 優勝
  - 2012年 第37回秋季東京都専門学校軟式野球大会 準優勝
  - 2013年 第38回春季東京都専門学校軟式野球大会 優勝
  - 2013年 関東専門学校軟式野球大会 ベスト4
  - 2013年 第25回全国専門学校軟式野球選手権大会 出場
  - 2015年 第30回東京都専門学校軟式野球選手権大会 準優勝
  - 2015年 第40回秋季東京都専門学校軟式野球大会 優勝
  - 2016年 第41回春季東京都専門学校軟式野球大会 優勝
  - 2016年 第28回全国専門学校軟式野球選手権大会 第3位
  - 2017年 第42回春季東京都専門学校軟式野球大会 優勝
- 女子ソフトボール部 
  - 2013年 東京都専門学校ソフトボール春季大会 優勝
  - 2013年 東京都専門学校ソフトボール秋季大会 優勝
  - 2014年 第35回全日本クラブ女子ソフトボール選手権大会 関東地区予選 優勝
  - 2014年 第35回全日本クラブ女子ソフトボール選手権大会 出場
  - 2014年 東京都専門学校ソフトボール秋季大会 優勝
  - 2015年 東京都専門学校ソフトボール春季大会 準優勝
  - 2015年 東京都専門学校ソフトボール秋季大会 準優勝
  - 2016年 東京都専門学校ソフトボール春季大会 優勝
  - 2016年 第37回全日本クラブ女子ソフトボール選手権大会 東京都予選会 優勝
  - 2016年 第37回全日本クラブ女子ソフトボール選手権大会 ベスト16
  - 2017年 東京都専門学校ソフトボール秋季大会 優勝
- アスリートクラブ陸上競技種目全般 
  - 2013年 第28回全国専門学校対抗陸上競技大会
    - 女子フィールドの部 第3位
    - 女子三段跳 第1位・第2位
    - 女子走高跳 第1位
    - 女子1500m 第3位

  - 2014年 第29回全国専門学校対抗陸上競技大会
    - 女子総合 準優勝 男子三段跳 第3位
    - 女子800m 第2位・第3位
    - 女子1500m 第2位
    - 女子3000m 第3位
    - 女子100mハードル 第3位
    - 女子三段跳 第3位
    - 女子砲丸投 第2位・第3位
    - 女子円盤投 第2位
    - 女子やり投 第3位

  - 2015年 第30回全国専門学校対抗陸上競技大会
    - 女子総合 準優勝
    - 男子三段跳 第6位
    - 男子400m 第8位
    - 男子5000m 第4位・第5位
    - 男子4×100m 第8位
    - 女子800m 第1位・第4位
    - 女子1500m 第1位・第6位
    - 女子3000m 第4位
    - 女子スウェーデンR 第2位
    - 女子走高跳 第7位
    - 女子走幅跳 第7位
    - 女子三段跳 第7位
    - 女子砲丸投 第1位・第3位・第4位・第7位
    - 女子円盤投 第2位・第5位
    - 女子やり投 第4位・第7位

  - 2016年 第31回全国専門学校対抗陸上競技大会 
    - 女子800m 第1位
    - 女子1500m 第1位
    - 女子400m 第7位
    - 男子三段跳 第4位

  - 2017年 第32回全国専門学校対抗陸上競技大会
    - 女子三段跳 第3位
    - 女子1500m 第3位

  - 2018年 第33回全国専門学校対抗陸上競技大会
    - 男子総合 第2位（フィールド1位・トラック5位）
    - 女子総合 第3位（フィールド2位・トラック4位）
    - 女子走幅跳 第1位
    - 男子やり投 第2位
    - 男子砲丸投 第2位
    - 男子円盤投 第2位
    - 女子三段跳 第2位
    - 女子走幅跳 第2位
    - 男子やり投 第3位
    - 男子円盤投 第3位
    - 女子4×400mリレー 第3位
- バレーボール部
  - 男子
    - 2013年 春季関東専門学校バレーボールリーグ戦第1部 準優勝
    - 2013年 第22回全国専門学校バレーボール選手権大会関東予選大会 第3位
    - 2014年 第29回関東専門学校バレーボール選手権大会 優勝
    - 2014年 第23回全国専門学校バレーボール選手権大会予選会 優勝
    - 2014年 第23回全国専門学校バレーボール選手権大会 出場
    - 2015年 第24回全国専門学校バレーボール選手権大会 出場
    - 2017年 第26回全国専門学校バレーボール選手権大会 出場
    - 2018年 第33回関東専門学校バレーボール選手権大会 出場

  - 女子 
    - 2013年 春季関東専門学校バレーボールリーグ戦第2部 優勝
    - 2013年 第22回全国専門学校バレーボール選手権大会関東予選大会 出場
    - 2014年 第29回関東専門学校バレーボール選手権大会 準優勝
    - 2014年 第23回全国専門学校バレーボール選手権大会予選会 準優勝
    - 2014年 第23回全国専門学校バレーボール選手権大会 出場
    - 2015年 第24回全国専門学校バレーボール選手権大会 出場
    - 2016年 第31回関東専門学校バレーボール選手権大会 第3位
    - 2016年 第25回全国専門学校バレーボール選手権大会 出場
    - 2017年 第32回関東専門学校バレーボール選手権大会 第3位
    - 2017年 第26回全国専門学校バレーボール選手権大会 出場
    - 2018年 第33回関東専門学校バレーボール選手権大会 第3位
    - 2018年 第27回全国専門学校バレーボール選手権大会 第3位
- バスケットボール部 
  - 男子
    - 2012年 第32回東京都専門学校バスケットボール選手権大会 2回戦敗退
    - 2013年 第33回東京都専門学校バスケットボール選手権大会 ベスト4
    - 2014年 第34回東京都専門学校バスケットボール選手権大会 第4位
    - 2014年 第19回全国専門学校バスケットボール選手権大会 出場
    - 2015年 第35回東京都専門学校バスケットボール選手権大会 出場
    - 2016年 第36回東京都専門学校バスケットボール選手権大会 第3位
    - 2016年 第21回全国専門学校バスケットボール選手権大会 出場
    - 2017年 第37回東京都専門学校バスケットボール選手権大会 出場
    - 2018年 第38回東京都専門学校バスケットボール選手権大会 出場

  - 女子 
    - 2012年 第32回東京都専門学校バスケットボール選手権大会 準優勝
    - 2012年 第17回全国専門学校バスケットボール選手権大会 ベスト8
    - 2013年 第33回東京都専門学校バスケットボール選手権大会 準優勝
    - 2013年 第18回全国専門学校バスケットボール選手権大会 優勝
    - 2014年 第34回東京都専門学校バスケットボール選手権大会 準優勝
    - 2014年 第19回全国専門学校バスケットボール選手権大会 第3位
    - 2015年 第35回東京都専門学校バスケットボール選手権大会 準優勝
    - 2015年 第20回全国専門学校バスケットボール選手権大会 準優勝
    - 2016年 第36回東京都専門学校バスケットボール選手権大会 出場
    - 2017年 第37回東京都専門学校バスケットボール選手権大会 第3位
    - 2017年 第21回全国専門学校バスケットボール選手権大会 ベスト4
    - 2018年 第38回東京都専門学校バスケットボール選手権大会 出場
- サッカー部 
  - 2012年 台東区 区民サッカー大会 優勝
  - 2013年 台東区 区民サッカー大会 優勝
  - 2013年 第32回東京都専門学校サッカー大会 出場
  - 2014年 第33回東京都専門学校サッカー大会 2部リーグ優勝（1部昇格決定）
  - 2017年 第36回東京都専門学校サッカー大会 2部リーグ優勝（1部昇格決定）
- ゴルフ部 
  - 2012年 ALBA×HONMA GOLF トーナメントカンプ 出場
  - 2013年 台東区体育祭 ゴルフ協議会 国体・都民大会予選会 出場
  - 2013年 ALBA×HONMA GOLF トーナメントカップ 出場
  - 2014年 第32回東京都専門学校ゴルフ大会 出場
  - 2014年 台東区体育祭 ゴルフ競技会 国体・都民大会予選会 出場
  - 2014年 ALBA×HONMA GOLF トーナメントカップ 出場
  - 2015年 台東区体育祭 ゴルフ競技会 国体・都民大会予選会 出場
  - 2015年 ALBA×HONMA GOLF トーナメントカップ 関東大会出場
  - 2016年 ALBA×HONMA GOLF トーナメントカップ 前期関東地区予選大会 優勝
  - 2016年 第34回東京都専門学校ゴルフ選手権大会 優勝・準優勝
  - 2017年 第35回東京都専門学校ゴルフ選手権大会 優勝・準優勝
  - 2018年 第35回東京都専門学校ゴルフ選手権大会 優勝
- 卓球部 
  - 2013年 第37回東京都専門学校卓球選手権大会 女子W準優勝
  - 2013年 第29回全国専門学校卓球選手権大会 出場
  - 2014年 第38回東京都専門学校卓球選手権大会 女子団体優勝・女子W第3位・女子S第3位
  - 2014年 第30回全国専門学校卓球選手権大会 出場
  - 2015年 第39回東京都専門学校卓球選手権大会 女子団体準優勝・女子W第3位・男子Wベスト8・男子Sベスト8
  - 2015年 第31回全国専門学校卓球選手権大会 出場
  - 2016年 第40回東京都専門学校卓球選手権大会 女子団体優勝・女子W優勝、準優勝・女子S優勝・準優勝・第3位・男子Sベスト8
  - 2016年 第32回全国専門学校卓球選手権大会 女子団体準優勝・女子W準優勝・女子S準優勝・男子Sベスト8
  - 2017年 第41回東京都専門学校卓球選手権大会 女子Sベスト4、男子Wベスト8
  - 2017年 第33回全国専門学校卓球選手権大会 女子団体優勝（東京都代表）
  - 2018年 第42回東京都専門学校卓球選手権大会 男子S準優勝
- バドミントン部 
  - 2016年 東京都専門学校春季大会 女子シングルス第3位
  - 2017年 東京都専門学校春季大会 男子シングルス二部 優勝
  - 2018年 東京都専門学校春季大会 男子シングルス一部 ベスト８（全国大会出場決定）
  - 2018年 東京都専門学校秋季大会 女子シングルス一部準優勝
- はりけん（日健鍼灸研究会） 
  - 2013年 東洋療法学校協会第35回学術大会 セイリン賞受賞

## 付属・運営治療院
- 日本健康医療専門学校付属接骨院
- 日本健康医療専門学校付属鍼灸院
- 元気の泉 整骨院・鍼灸院 豊洲院
- 元気の泉 鍼灸整骨院 千石院
- 元気の泉 鍼灸マッサージ接骨院 中野院
- 元気の泉 鍼灸整骨院 京成小岩院

## 系列校

### 学校法人創志学園
- 環太平洋大学
- 国際大学IPU NewZealand
- 国際大学IPU NewZealand 国際総合大学院
- 東京経営短期大学
- クラーク記念国際高等学校
- 創志学園高等学校
- 専門学校東京国際ビジネスカレッジ
- 専修学校クラーク高等学院

## 関連人物
- 古賀稔彦 - 校長（2008年 - 2021年3月）
- 大橋博 - 理事長